# كوسيمو فوسكو
كوسيمو فوسكو (بالإيطالية: Cosimo Fusco) هو ممثل إيطالي، ولد في 23 سبتمبر 1962 في إيطاليا.

## أعمال

### أفلام
- (2009) ملائكة وشياطين[4]

### مسلسلات
- إيلياس

## وصلات خارجية
- كوسيمو فوسكو على موقع IMDb (الإنجليزية)
- كوسيمو فوسكو على موقع ألو سيني (الفرنسية)
- كوسيمو فوسكو على موقع أول موفي (الإنجليزية)
- كوسيمو فوسكو على موقع قاعدة بيانات الأفلام السويدية (السويدية)
- كوسيمو فوسكو على موقع قاعدة بيانات الفيلم (الإنجليزية)
- كوسيمو فوسكو على موقع كينوبويسك (الروسية)